# Brithysana
Brithysana is een geslacht van vlinders van de familie Uilen (Noctuidae), uit de onderfamilie Hadeninae.

## Soorten
- B. africana Laporte, 1973
- B. maura (Saalmüller, 1891)
- B. pauliani Viette, 1967
- B. speyeri (Felder & Rogenhofer, 1874)